# Christolea parryoides
Christolea parryoides là một loài thực vật có hoa trong họ Cải. Loài này được (Cham.) N.Busch mô tả khoa học đầu tiên năm 1939.